# Srebno
Srybno, Srebno (ukr. Срібне, Sribne) – wieś na Ukrainie, w obwodzie rówieńskim, w rejonie radziwiłłowskim.
Dawniej wieś znajdowała się w gminie Krupiec w powiecie dubieńskim guberni wołyńskiej. Od 19 lutego 1921 r. weszła w skład nowo utworzonego województwa wołyńskiego II Rzeczypospolitej.
Zdaniem prof. Zofii Zielińskiej we wsi zmarł Mikołaj Bazyli Potocki.